# Alina Arturivna Mihajlova
Alina Arturivna Mihajlova (cirill betűkkel: Аліна Артурівна Михайлова; Dnyipro, 1994. október 1.) ukrán politikai aktivista, politikus, önkéntes katona.

## Életrajza
Dnyipróban született 1994-ben. Az ottani Pénzügyi és Gazdasági Líceumban tanult, majd a 45. számú középiskolában érettségizett.
2012−2018 között a kijevi Tarasz Sevcsenko Kijevi Állami Egyetemen tanult politológia szakon, ahol mesterdiplomát szerzett.
Részt vett a 2013 novemberében kezdődött méltóság forradalmában. Majd a kelet-ukrajnai katonai beavatkozást követően, 2015 májusától az ukrán hadsereg, a nemzeti gárda és az önkéntes alakulatos támogatására és ellátásra alakult Armija SOS szervezet önkéntese lett.
2015 telén a kelet-ukrajnai területen, Doneck közelében tartózkodott. Egyik szervezője volt a az Armija SOS Kijevi Történeti Múzeumban rendezett Tűzvonalban című dokumentumkiállításnak, ahol a kelet-ukrajnai konfliktusban részt vevő oroszok dokumentumait, fegyvereket maradványait, valamint az önkéntesek által a frontról készített fényképeket állítottak ki.
2016 szeptemberétől önkéntes katonaként a kelet-ukrajnai konfliktuszónában tevékenykedik. 2017 júniusáig az ukrán önkéntes haderő Hospitaljeri nevű egészségügyi zászlóaljánál szolgált, ahol mentőtiszti kiképzést kapott, majd 2017-től megszervezte és vezette a  Jobboldali Szektor Önkéntes Ukrán Alakulat 5. zászlóaljának 1. rohamszázada Ulf nevű egészségügyi szolgálatát.
2020. október 25-én a Kijevi Városi Tanács képviselőjévé választották a Hang (Holosz) párt színeiben. A Kijevi Városi Tanácsban a költségvetési és társadalmi-gazdasági fejlesztési állandó bizottságának tagja. Emellett az Esélyegyenlőség (Rinvnyi mozslivosztyi) nevű civil szervezet tagja.
Az Ukrajna elleni 2022. február 24-i orosz agressziót követően visszatért a kelet-ukrajnai frontra az időközben az Ukrán Fegyveres Erők kötelékébe került egységéhez, a Da Vinci farkasai 1. önálló gépesített zászlóaljhoz.

## Magánélete
2017 óta élt élettársi kapcsolatban Dmitro Kocjubajlóval, a Da Vinci farkasai 1. önálló gépesített zászlóalj egykori parancsnokával, aki 2023. március 7-én vesztette életét a bahmuti csatában.